# Man-Eater – Der Menschenfresser
Man Eater – Der Menschenfresser (auch Man-Eater oder Menschenfresser, Originaltitel Antropophagus) ist ein italienischer Horrorfilm aus dem Jahr 1980 von Joe D’Amato.

## Handlung
Ein Pärchen macht Urlaub an einem Strand. Beide werden grausam getötet.
Eine Gruppe junger Leute, unter ihnen eine spiritistisch begabte Person, fährt auf einem Boot in der Ägäis. Sie machen auf einer kleinen Insel fest, die bei einer Erkundungstour menschenleer erscheint. Auf einem großen Gehöft treffen sie auf ein blindes Mädchen. Dieses erzählt von einem unheimlichen Wesen, das hier lebe und für schreckliche Tode verantwortlich sei. Derweil schlägt dieses Wesen – der Man-Eater – zu und tötet den auf dem Boot verbliebenen Bootsmann. Dann löst es die Ankerkette, sodass die Übrigen gezwungen sind, auf der Insel zu bleiben; es wird langsam klar, dass es sich bei dem Wesen um einen schiffbrüchig gewordenen Mann handelt, der seine Frau und sein Kind verspeisen musste, um selbst zu überleben. Seitdem folgt er seinen kannibalistischen Trieben. Am Ende überleben von der Gruppe nur zwei Personen, während der Man-Eater, durch einen Axthieb tödlich verletzt, seine eigenen Eingeweide frisst.

## Kritik
„Kannibalismus-Orgie billigster Machart.“

„Unvorstellbare Widerwärtigkeit und quälende Langeweile kennzeichnen d'Amatos Kannibalenfilm: der Irrsinn unter heißer Sonne wird spürbar.“

## Hintergrund und Produktion
Die Dreharbeiten für den Film begannen im April 1980. Diese dauerten den Angaben des Regisseurs zufolge ungefähr einen Monat. Produktionsfirma für den Film war hierbei P.C.M. International - Filmirage, die von Aristide Massaccesi und Donatella Donati gegründet wurde.
Gedreht wurde auf Kodak 16 mm Film, der später auf das 35 mm Kinoformat „aufgeblasen“ wurde.
Drehorte für den Film waren Athen, Rom (dort unter anderem in der 1907 erbauten Villa des Conservatorio di San Eufemia, in dem die Fondazione Arts Academy bzw. die Accademia Internazionale di Musica ihren Sitz hat), in den Ruinen von Canale Monterano, in der Altstadt des Ferienortes Sperlonga, in den Katakomben Santa Savinilla in Nepi, sowie den Orten Sutri und Sacrofano.
Die Kinopremiere war in Italien am 9. August 1980.
Regie führte Massaccesi unter dem Pseudonym Joe D’Amato. Massaccesi betrachtete den mit geringem Budget produzierten Film als seinen erfolglosesten Horrorfilm, da sein Versuch, Spannung aufzubauen, gescheitert sei; er verstehe sich mehr auf Gore.
D’Amatos 1981 entstandener Film Absurd oder auch Ausgeburt der Hölle (im Original Rosso Sangue) wurde international als Antropophagus 2 vermarktet, obwohl er inhaltlich mit Antropophagus nichts zu tun hat. Das Drehbuch schrieb ebenfalls Luigi Montefiori.
Im Anschluss darauf konzentrierte sich D’Amato wieder vermehrt auf das Drehen von Erotikfilmen und zog sich vom Horrorgenre bis Anfang der 1990er Jahre zurück. Darüber hinaus drehte Andreas Schnaas 1999 ein Remake namens Anthropophagous 2000.
Man-Eater war seit seinem Erscheinen in Deutschland das Ziel von zahlreichen Zensurmaßnahmen. Der Indizierungsbeschluss der Bundesprüfstelle für jugendgefährdende Schriften sorgte für Furore, da die Prüfer eine Anzeige wegen Körperverletzung nicht ausschlossen. Der Konsum des Films habe bei einem Beurteiler zu Brechreiz und körperlichen Beschwerden geführt, so der Indizierungsbericht vom 23. Februar 1982. Der Film war wegen Gewaltverherrlichung bundesweit beschlagnahmt. Darüber hinaus kam noch eine um rund fünf Minuten gekürzte Fassung auf den deutschen Markt, die eine Altersfreigabe ab 16 Jahren erhielt.
Die berüchtigte Szene, die das Verspeisen eines Embryos darstellt, wurde nach Angaben des Regisseurs mit einem gehäuteten Hasen realisiert. Diese Sequenz war in der deutschen Kino- und Super-8-Fassung noch enthalten, wurde aber in der Videoversion stark gekürzt. In den auf dem grauen Markt mittlerweile erhältlichen deutschsprachigen Uncut-DVD-Fassungen ist sie wieder integriert.
Die 1981/82 erschienene Super-8-Fassung mit einer Länge von ca. 33 Minuten beginnt erst mit dem 2. Akt der Kinofassung (also nach 20 Minuten), gibt das Finale sehr gut wieder und zählt heute zu den absoluten Raritäten bei Super-8-Sammlern. Kurios: Als ob man geahnt hätte, dass es zu einer Indizierung kommen könnte, wurde ein Teil des Covermotivs und jeweils ein Foto auf der Rückseite der Cover mit einem warnenden Aufkleber zugedeckt, mit der Aufschrift: „Dieser Film ist so schrecklich, dass wir keine Bilder zeigen können!“
Zwei Szenen wurden schon im Vorfeld während des Schnittes entfernt, darunter eine Szene, in der der Man-Eater dem Charakter, der von Zora Kerova gespielt wird, die Kehle mit einem Messer durchtrennt und dieser dann tot zwischen halbverwesten Leichen zusammenbricht. Diese Szene wurde aufgrund von technischen Problemen mit den Spezialeffekten entfernt, und stattdessen eine gedrehte Alternativszene in den Film integriert.
Das Kinoplakat, auf dem der Menschenfresser beim Verspeisen seiner eigenen Gedärme zu sehen ist, wurde kurz nach Erscheinen von der Bundesprüfstelle für jugendgefährdende Schriften indiziert (Indizierung 10. September 1981). Der damalige Verleih Eurovideo verwendete das Kinoplakat als Cover für die Erstveröffentlichung auf VHS.
Das Plakat wurde im August 2006 wieder von der Indizierungsliste gestrichen.
Am 5. August 2022 wurde die Beschlagnahmung und Indizierung aufgehoben. Eine FSK-Prüfung steht noch aus.

## Fortsetzung/Reboot
Mit Man-Eater – Der Menschenfresser ist zurück, im Original als Anthropophagus II betitelt, wurde 2022 eine Fortsetzung produziert, die sich zugleich als Reboot versteht. Die Regie übernahm Dario Germani. Der deutsche Kinostart ist für den 19. Oktober 2023 geplant.

## Sonstiges
Die Handlung des Films wurde 2017 von der deutschen Dark-Metal-Gruppe Eisregen auf deren Album Fleischfilm im Lied Menschenfresser verarbeitet.

## Belege
1. ↑  Man-Eater – Der Menschenfresser. In: Lexikon des internationalen Films. Filmdienst, abgerufen am 2. März 2017.
2. ↑  Inoffizielle ANTROPOPHAGUS Fanpage (Memento des Originals vom 24. Mai 2015 im Internet Archive)  Info: Der Archivlink wurde automatisch eingesetzt und noch nicht geprüft. Bitte prüfe Original- und Archivlink gemäß Anleitung und entferne dann diesen Hinweis.
3. ↑  Interview in Palmerini & Mistretta: Spaghetti Nightmares, Fantasma Books 1996, 78
4. ↑  Beschlagnahmebeschluss u. a. des AG Tiergarten vom 26. April 2002, Az.: 351 Gs 1749/02
5. ↑  Manlio Gomarasca & Davide Pulici Nocturno Dossier Nummer 78. Joe D’Amato. Guida al cinema estremo e dell’orrore Mailand, Nocturno Cinema, Januar 2009. Seite 38
6. ↑  Man-Eater (Der Menschenfresser) ist nicht mehr beschlagnahmt. In: schnittberichte.com. 8. Mai 2022, abgerufen am 8. Juni 2022.